# Yxnås naturreservat
Yxnås är ett naturreservat i Horla socken i Vårgårda kommun i Västergötland.
Området ligger sydväst om småorten Horla och Ekebacken. Naturreservatet omfattar 16 hektar, bildades 1980 och förvaltas av Västkuststiftelsen.
Området ingår i EU:s ekologiska nätverk av skyddade områden, Natura 2000.